# RedDot
RedDot, tyskt ledande innehållshanteringssystem (CMS). Företaget RedDot Solutions AG, som grundades 1993 i Oldenburg, köptes av Hummingbird och senare OpenText, och är nu en affärsenhet inom det senare företaget.